# 柏屋 (福島県の和菓子製造販売)
株式会社柏屋（かしわや）は、福島県郡山市に本社を置く和菓子製造販売メーカー。嘉永5年（1852年）創業。

## 概要
福島県を代表する老舗和菓子屋であり、日本三大饅頭である「薄皮饅頭」の製造販売で有名。他にも、檸檬（れも）、トロア、胡桃、くるみゆべしもちずり、花ことばなど様々な和菓子を製造販売している。また、ケーキやシュークリームなどの洋菓子も製造販売している（※一部店舗では販売していない）。
一部の店舗で薄皮饅頭手づくり体験（要予約）が可能。また、1月を除く毎月1日の朝茶会（柏屋本店2F）や毎年4月のまんじゅう祭り（開成柏屋裏の萬寿神社）などのイベント、児童詩集「青い窓」発行などの文化活動も行っている。

## 沿革
- 1852年 - 岩代国郡山宿中町本陣隣で創業。初代本名善兵衛が薄皮饅頭の製造を開始[2]。
- 1888年 - 郡山駅前通に移転、薄皮饅頭の駅売りを開始。
- 1943年 - 戦時統制による企業整備令のため休業状態[3]。
- 1948年 - 薄皮饅頭の製造販売を再開[3]。
- 1952年7月 - 有限会社柏屋本店として法人設立。
- 1958年5月 - 児童詩集「青い窓」を創刊。
- 1963年 - 自動包あん機を導入する[3]。
- 1964年8月 - 柏屋製菓株式会社として改組・社名変更。
- 1974年5月 - 地上7階建ての本店ビル竣工。
- 1978年9月 - 株式会社薄皮饅頭柏屋に商号変更。
- 1986年8月 - 8.5水害により生産機能を停止。
- 1987年 - 開成柏屋が第6回福島県建築文化賞準賞受賞。
- 1992年9月 - 現在の社名となる株式会社柏屋に商号変更。
- 2005年12月31日 - 「うすかわくんじゃんけん（初代うすかわくん）」が公式キャラクターとしてデビュー（詳しくは#うすかわくんを参照）。
- 2011年3月 - 東北地方太平洋沖地震（東日本大震災）が発生、本店ビル損壊。
- 2014年6月 - 本店建物建替し、営業再開する[4]。
- 2016年4月16日 - 第1回日本三大まんじゅうサミットを開催する[5]。
- 2017年4月16日 - 「2代目うすかわくんJAPAN」が公式キャラクターとしてデビュー（詳しくは#うすかわくんを参照）。

## 歴代当主
柏屋の当主は代々本名善兵衛（ほんな ぜんべえ）を名乗る。本名家には200近くの家訓が伝わっており、その中のひとつに「代々初代」がある。
- 初代 本名善兵衛 - 1852年に薄皮饅頭を考案する[2]。
- 2代目 本名善兵衛
- 3代目 本名善兵衛 - 1900年（明治33年）生まれ[6]
- 4代目 本名善兵衛 - 1931年（昭和6年）生まれ[6]。1963年に自動包あん機を導入する[3]。
- 5代目 本名善兵衛 - 1955年（昭和30年）郡山市生まれ[7]。1986年、社長に就任する[7]。2012年に5代目を襲名する[7]。
- 6代目（予定） 本名創 - 1980年（昭和55年）生まれ[6]

## 自動包あん機
昭和30年代、4代目善兵衛は趣味の手品の技術を応用してあんを皮で包む機械のアイデアを発案した。レオン自動機の林虎彦のアイデアと結びつき、1963年に世界初の自動包あん機が完成した。

## うすかわくん
うすかわくんは、柏屋の公式キャラクターで、顔が薄皮饅頭の形（楕円形）をした妖精の男の子である。正式名称は「2代目うすかわくんJAPAN」で、柏屋の創業165周年を記念して誕生したキャラクターである。生年月日は1852年7月1日で現在171歳だが、165歳の時点で人間の年齢に換算すると5歳くらいであり、妖精の世界ではまだまだ駆け出しである。特技はダンスで「うすかわまんじゅうのうた。」に合わせて踊っている。「薄皮小まんじゅうこしあん」には、パッケージに彼が描かれたタイプも存在する。初代の「うすかわくんじゃんけん」は2代目と異なり、四角い顔に黒目のやや強面で痩せていた。

## 日本三大まんじゅうサミット
2016年4月16日、第1回日本三大まんじゅうサミットが福島で開催され、柏屋と大手まんぢゅうの大手饅頭伊部屋（岡山市）、志ほせ饅頭の塩瀬総本家（東京）が参加した。開催のきっかけは、3社の商品が書籍で「日本三大まんじゅう」と評されたことだった。第1回サミットでは「日本三大まんじゅう宣言」が採択された。同年9月28日、東京・塩瀬総本家で第2回サミットが開催された。2017年10月13日、岡山市内で第3回サミットが開催された。

## テレビ番組
- 日経スペシャル カンブリア宮殿 福島発！客も真心で包む まんじゅう屋さんの幸せ経営術（2019年4月4日、テレビ東京）[10]